# Gastrobar

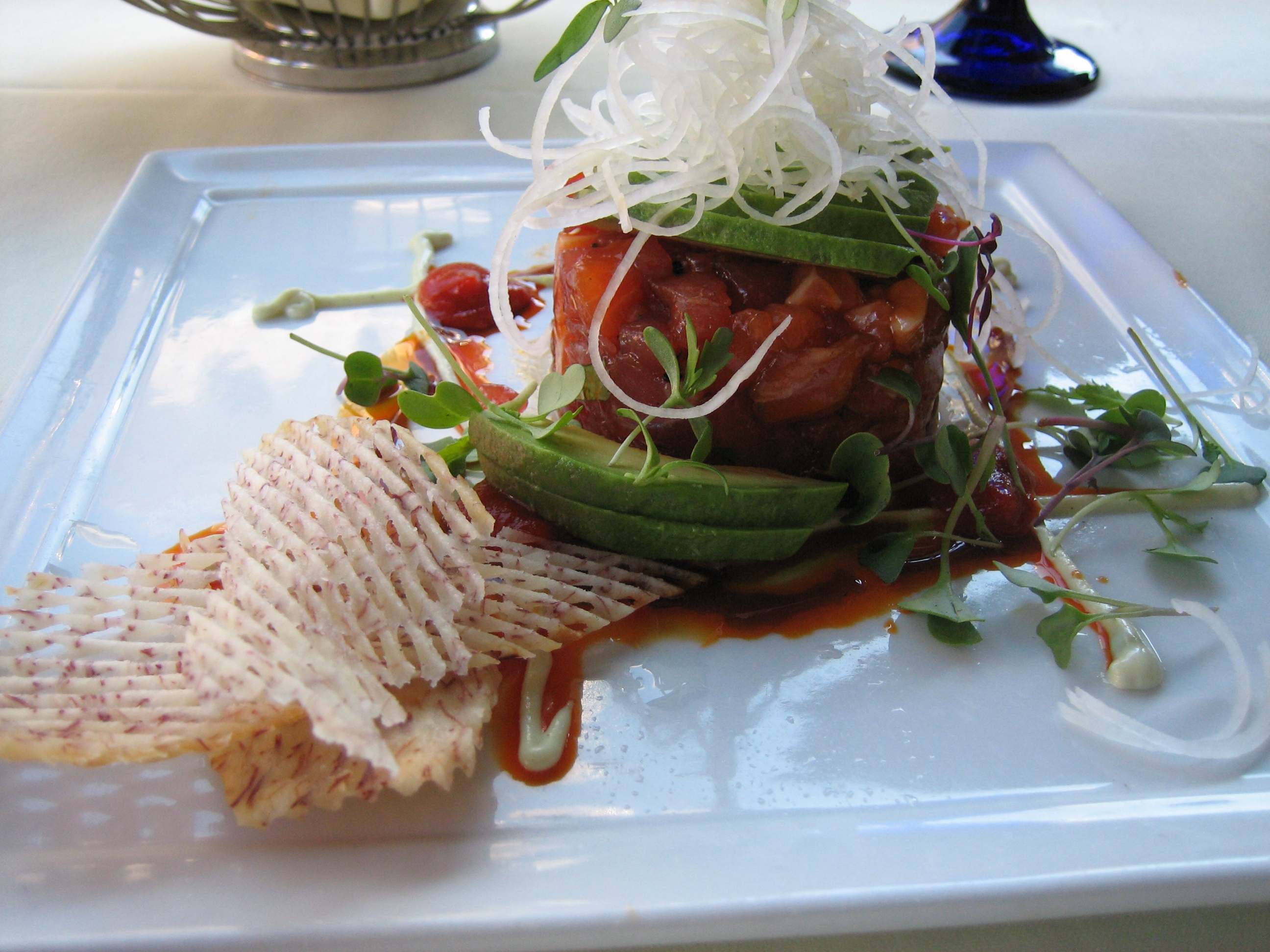
El concepto popular de la tapas adquiere en el gastrobar una dimensión de creatividad que le acerca a la alta cocina.

Se denomina gastrobar a un bar-restaurante que procura acercar la alta cocina a la población en general, sirviendo tapas de autor a precios asequibles (por lo menos esa es la intención en muchos casos).
Por regla general se trata de cocineros con estrella Michelin. La denominación del gastrobar reúne por un lado la elaboración estudiada de la gastronomía con la rapidez popular de un establecimiento como puede ser un simple bar. A diferencia de un bar común en el que se toman las tapas de pie, en el gastrobar existe un servicio de mesa. El gastrobar nace como inspiración de los gastropubs ingleses. 
El gastrobar se puede considerar una 'internacionalización' del concepto tapa española a diversos países, haciendo que pase de un aspecto popular y clásico a una visión avanzada y más moderna. Se dice que el concepto nace de la crisis financiera del 2008 con la intención de rebajar los precios de los platos de la alta cocina y acercarlos al gran público. Los primeros grastropubs fueron el "Estado Puro" de Paco Roncero en Madrid  y en Barcelona el "Tapas24" de Carles Abellán.